# Ceraclea schoutedeni
Ceraclea schoutedeni är en nattsländeart som först beskrevs av Navás 1930.  Ceraclea schoutedeni ingår i släktet Ceraclea och familjen långhornssländor. Inga underarter finns listade i Catalogue of Life.